# Metacomputing

Prin metacomputing (termen englez) se înțelege toată activitatea computațională bazată pe informatică (știința calculatoarelor) și IT (tehnologia informației) care se depune la cercetarea, dezvoltarea și aplicarea diverselor tipuri de concepte computaționale. Domeniile de activitate sunt diverse: industrie și economie, afaceri, management, conducerea personalului și altele. În ultima vreme această activitate are loc și pe domenii noi, ca de ex. metodologia și tehnologia rețelelor de calculatoare de mare extindere inclusiv grilele informatice, așa cum sunt Internetul, intraneturile și alte rețele de calculatoare cu scopuri speciale și cu diverse întinderi teritoriale.